# Fort Novosel

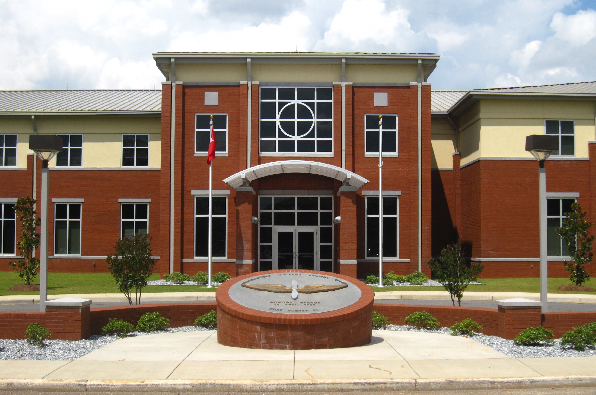
Huvudbyggnad på Fort Novosel för United States Army Aviation Center of Excellence.

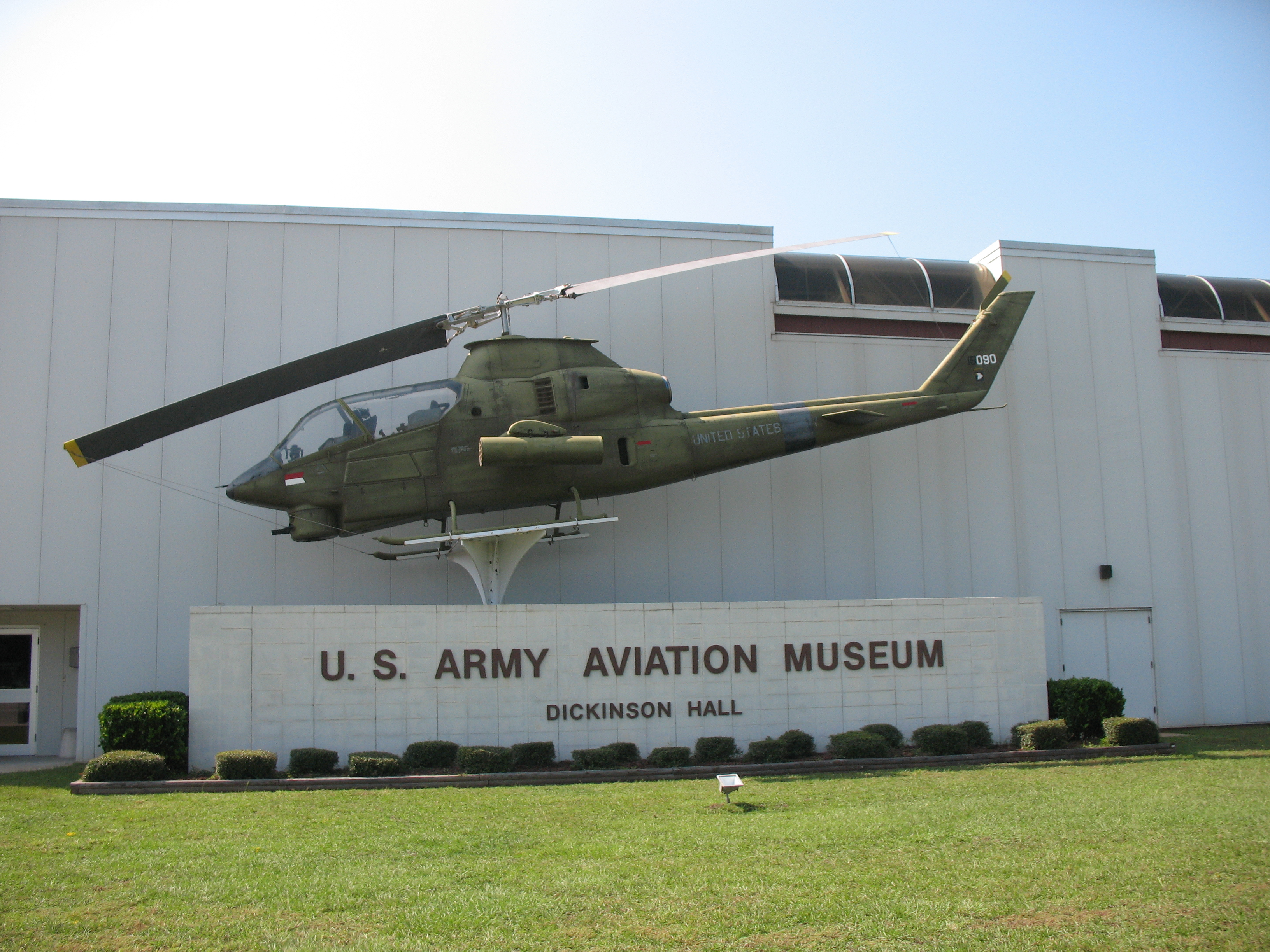
AH-1 Cobra utanför U.S. Army Aviation Museum.

Fort Novosel är en militär anläggning tillhörande USA:s armé som till största delen är belägen i Dale County i delstaten Alabama på en areal på över 25 000 hektar. Delar av Fort Novosel sträcker sig även in i Coffee County, Geneva County och Houston County. Delar av basen i Dale County är en census-designated place. Fort Rucker angränsar till städerna Daleville, Enterprise samt Ozark.
På Fort Novosel finns U.S. Army Aviation Center of Excellence (USAACE), en del av United States Army Training and Doctrine Command (TRADOC), som utgör utbildningscentra för arméflyget.

## Bakgrund
Basen öppnade 1 maj 1942, då under namnet Camp Rucker och bytte namn i oktober 1955 till Fort Rucker. Basen är namngiven efter Edmund Winchester Rucker (1835-1924) som var en brigadgeneral i Sydstatsarmén under amerikanska inbördeskriget. 
Kopplingen med Amerikas konfedererade stater och dess försvar för slaveriet har blivit politiskt känslig i nutid. Genom 2021 års National Defense Authorization Act tillsattes en kommission att föreslå namnförändringar, med hälften av de 8 ledamöter utsedda av USA:s försvarsminister och den andra hälften utsedda av senatens och representanthusets respektive försvarsutskott. Kommissionen föreslog i sin slutrapport under 2022 specifikt att Fort Rucker bör byta namn till Fort Novosel, efter chief warrant officer Michael J. Novosel (1922-2006) helikopterpilot och mottagare av Medal of Honor under Vietnamkriget.

## Verksamhet
| Flygbilder över Cairns Army Airfield och Hanchey Army Heliport, två anläggningar inne på Fort Novosel. |  | Flygbilder över Cairns Army Airfield och Hanchey Army Heliport, två anläggningar inne på Fort Novosel. |
| Flygbilder över Cairns Army Airfield och Hanchey Army Heliport, två anläggningar inne på Fort Novosel. |  | |

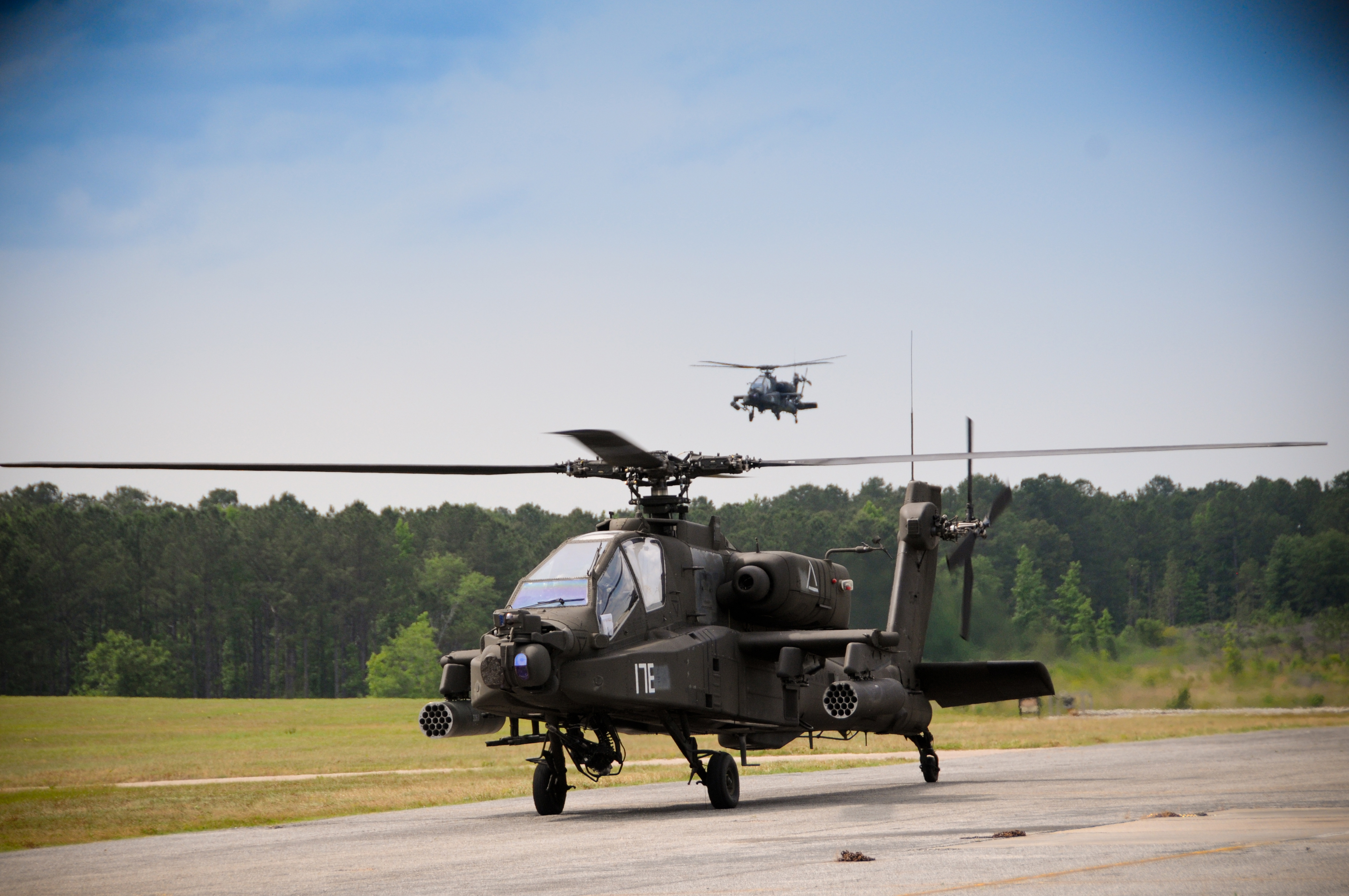
En attackhelikopter av typ AH-64D Apache vid Echo Army Heliport, 22 maj 2013.

Inne på området finns det ett flygfält och fem helikopterflygplatser:
- Cairns Army Airfield (IATA: OZR, ICAO: KOZR, FAA LID: OZR): 31°16′37.77″N 85°42′47.27″V / 31.2771583°N 85.7131306°V

- Hanchey Army Heliport: 31°20′37.62″N 85°39′11.88″V / 31.3437833°N 85.6533000°V
- Knox Army Heliport: 31°19′7.65″N 85°40′25.16″V / 31.3187917°N 85.6736556°V
- Lowe Army Heliport: 31°21′17.63″N 85°44′55.35″V / 31.3548972°N 85.7487083°V
- Shell Army Heliport: 31°21′45.14″N 85°50′56.09″V / 31.3625389°N 85.8489139°V
- Echo Army Heliport: 31°23′33.00″N 85°45′8.96″V / 31.3925000°N 85.7524889°V

Den praktiska verksamheten i U.S. Army Aviation Center of Excellence är organiserad i två brigader:
- 110th Aviation Brigade, aktiverades 2005 och består av 4 bataljoner som vardera för vidare traditioner från 4 olika regementen.[5]
- 1st Aviation Brigade, med huvud ansvar för utbildning av soldater i arméflyget, bestående av tre bataljoner med traditioner från tre olika regementen.[6]

Då det inom arméflyget finns många inom personalkategorin warrant officer är följaktligen även arméns Warrant Officer Candidate School (WOCS) och United States Army Warrant Officer Career College (USAWOCC) lokaliserade till Fort Rucker.  
23rd Flying Training Squadron, en del av Air Education and Training Command, som utbildar helikopterförare i USA:s flygvapen (TH-1H Huey II) är även sedan 1994 förlagd till Fort Novosel.
Inne på Fort Novosel finns även United States Army Aviation Museum med ett stort antal helikoptrar i sina samlingar.